# 達美蘭·高素巴耶夫
達美蘭·奧摩拿歷域治·高素巴耶夫 （英語：Tamirlan Omuraliyevich Kozubaev，1994年7月1日—），吉爾吉斯職業足球員，司職中堅，現時效力印尼球隊佩斯達丹格朗，並代表吉爾吉斯參加國際比賽。

## 球會生涯
高素巴耶夫於早年曾效力多支吉爾吉斯及立陶宛球隊。於2016年冬季轉會窗的最後一天，高素巴耶夫加盟塞爾維亞球會查高甸拿
2016年8月17日，高素巴耶夫以自由身重返吉爾吉斯球會多戴比什凱克。2019年1月28日，多戴比什凱克宣布高素巴耶夫合約完結，將以自由身離隊。
2020年1月16日，印尼球會佩斯達與高素巴耶夫達成協議，簽約一年。2021年1月，高素巴耶夫和佩斯達的合約完結 。
2022年3月4日，港超球隊東方宣布簽入高素巴耶夫。
在2023—24年賽季，他隨隊奪得足總盃冠軍，並在賽季完結後獲選為香港足球明星選舉明星十一人。

## 國家隊生涯
2015年10月13日，高素巴耶夫於對陣孟加拉的2018年世界盃外圍賽比賽中上演國家隊地標戰。
2018年，高素巴耶夫以超齡球員身分入選吉爾吉斯U23的亞運會參賽名單，並以隊長身分上陣三次。
2019年，高素巴耶夫入選吉爾吉斯的亞洲盃參賽名單，並於賽事期間上陣四次。

## 生涯統計

### 國家隊
最後更新：2023年6月16日
| 代表國家隊 | 年份 | 上陣 | 入球 |
| ---------- | ---- | ---- | ---- |
| 吉爾吉斯   | 2015 | 3    | 0    |
| 吉爾吉斯   | 2016 | 5    | 1    |
| 吉爾吉斯   | 2017 | 3    | 0    |
| 吉爾吉斯   | 2018 | 5    | 0    |
| 吉爾吉斯   | 2019 | 11   | 1    |
| 吉爾吉斯   | 2021 | 5    | 0    |
| 吉爾吉斯   | 2022 | 3    | 0    |
| 吉爾吉斯   | 2023 | 4    | 0    |
| 總計       | 總計 | 39   | 2    |

### 國家隊入球
| #  | 日期           | 地點                  | 對手 | 入球比數 | 最終比數 | 賽事                       |
| -- | -------------- | --------------------- | ---- | -------- | -------- | -------------------------- |
| 1. | 2016年10月11日 | 比什凱克 斯巴達體育場 |      | 1–0      | 1–0      | 友誼賽                     |
| 2. | 2019年11月19日 | 比什凱克 斯巴達體育場 |      | 1–1      | 1–1      | 2022年國際足協世界盃外圍賽 |

所有比數左側代表吉爾吉斯，入球得分欄代表高素巴耶夫入球後場上的比數

## 榮譽

### 球會
多戴
- 吉爾吉斯超級足球聯賽：2018（英语：2018 Kyrgyzstan League）[10]
- 吉爾吉斯盃：2018（英语：2018 Kyrgyzstan Cup）[10]

 東方
- 香港足總盃：2023–24

### 個人
- 香港足球明星選舉明星十一人：2023–24[8]